# Oedibasis apiculata
Oedibasis apiculata är en flockblommig växtart som beskrevs av Koso-pol. Oedibasis apiculata ingår i släktet Oedibasis och familjen flockblommiga växter. Utöver nominatformen finns också underarten O. a. australis.